# Mistrzostwa Świata w Boksie 2003 – waga superciężka mężczyzn
Waga superciężka mężczyzn to jedna z jedenastu męskich konkurencji bokserskich rozgrywanych podczas Mistrzostw Świata w Boksie 2003. Pojedynki w tej kategorii wagowej były toczone w dniach od 6 lipca do 12 lipca w Bangkoku.

## Medaliści
| Złoty medal         | Srebrny medal | Brązowy medal                 |
| ------------------- | ------------- | ----------------------------- |
| Aleksandr Powietkin | Pedro Carrión | Sebastian Köber Rustam Saidov |

## Terminarz
| Data          |              |  |
| ------------- | ------------ |  |
| 10 lipca 2003 | Ćwierćfinały |  |
| 11 lipca 2003 | Półfinały    |  |
| 12 lipca 2003 | Finał        |  |

## Drabinka turniejowa

### Faza finałowa
|  | Ćwierćfinały        | Ćwierćfinały        | Ćwierćfinały |  |  | Półfinały           | Półfinały           | Półfinały     |    |                     | Finał               | Finał | Finał |
|  |                     |                     |              |  |  |                     |                     |               |    |                     |                     |       |       |
|  | Aleksandr Powietkin | Aleksandr Powietkin | 20           |  |  |                     |                     |               |    |                     |                     |       |       |
|  | Grzegorz Kiełsa     | Grzegorz Kiełsa     | 9            |  |  | Aleksandr Powietkin | Aleksandr Powietkin | 30            |    |                     |                     |       |       |
|  | Rustam Saidov       | Rustam Saidov       | AB-2         |  |  | Rustam Saidov       | Rustam Saidov       | 10            |    |                     |                     |       |       |
|  | Marius Marcu        | Marius Marcu        |              |  |  |                     |                     |               |    | Aleksandr Powietkin | Aleksandr Powietkin | 29    |       |
|  | Pedro Carrión       | Pedro Carrión       | RSC-2        |  |  |                     | Pedro Carrión       | Pedro Carrión | 27 |                     |                     |       |       |
|  | Aleh Kryżanouski    | Aleh Kryżanouski    |              |  |  | Pedro Carrión       | Pedro Carrión       | 26            |    |                     |                     |       |       |
|  | Jaroslavas Jakšto   | Jaroslavas Jakšto   | 15           |  |  | Sebastian Köber     | Sebastian Köber     | 18            |    |                     |                     |       |       |
|  | Sebastian Köber     | Sebastian Köber     | 27           |  |  |                     |                     |               |    |                     |                     |       |       |
|  |                     |                     |              |  |  |                     |                     |               |    |                     |                     |       |       |
|  |                     |                     |              |  |  |                     |                     |               |    |                     |                     |       |       |